# All-Star Weekend (película)
All-Star Weekend es una película independiente cancelada de comedia drama dirigida y escrita por Jamie Foxx. Foxx fue también el productor junto a Avram 'Butch' Kaplan, Chuck Pacheco, y Deon Taylor. La película sería protagonizada por Robert Downey Jr., Jamie Foxx, Ken Jeong, Gerard Butler, Benicio del Toro, Jessica Szohr, y Eva Longoria.

## Sinopsis
La película es sobre dos amigos quiénes se encuentran a ellos mismos como fanes de estrellas opuestas de la NBA.

## Reparto
- Robert Downey Jr.
- Jamie Foxx como Malik
- Ken Jeong
- Gerard Butler
- Benicio del Toro
- Jessica Szohr
- Eva Longoria
- Jeremy Piven
- DJ Khaled
- Inanna Sarkis como Stephanie.
- Jasmine Waltz como Josephine.
- Luenell como Monique.
- Terrence Terrell como LeBron James.
- Corinne Foxx como Suyin.
- Tyrin Turner como Juggs.
- Jayceon Terrell Taylor / Game como Tanner.

## Producción
A principios de 2018, Jamie Foxx, Robert Downey Jr., Ken Jeong, Gerard Butler, Benicio del Toro, Jessica Szohr y Eva Longoria se confirmaron como protagonistas de la película.